# یواس‌اس موینستار (اف‌اف-۱۰۹۷)
یواس‌اس موینستار (اف‌اف-۱۰۹۷) (به انگلیسی: USS Moinester (FF-1097)) یک کشتی بود که طول آن ۴۳۸ فوت (۱۳۴ متر) بود. این کشتی در سال ۱۹۷۳ ساخته شد.